# Konzert für Oboe und Streicher a-Moll (Vaughan Williams)
Der englische Komponist Ralph Vaughan Williams schrieb sein Konzert für Oboe und Streicher a-Moll für den Solisten Léon Goossens im Jahre 1944. Das Werk mit volkstümlichem Charakter besteht aus drei Sätzen:
1. Rondo Pastorale (Allegro moderato)
2. Minuet and Musette (Allegro moderato)
3. Scherzo (Presto-doppio piu lento – lento – presto)

Das Konzert sollte ursprünglich bei den Proms uraufgeführt werden, da man jedoch Angriffe durch die V1 auf London befürchtete, wurde das Stück in Liverpool uraufgeführt.